# DAWN (歌手)
DAWN（ドン、朝: 던、1994年6月1日 - ）は、韓国出身の歌手、ラッパー、ダンサー。元PENTAGON、Triple Hメンバー。AT AREA所属。本名はキム・ヒョジョン (朝: 김효종 漢: 金曉鐘)。

## 略歴
1994年6月1日、全羅南道で生まれる。
2012年、JYP9期オーディションを受け、その後CUBEに入社。
2016年、サバイバル番組であるPENTAGON MAKERを経て、PENTAGONのメンバーとしてデビュー。
2017年5月1日、ヒョナと同じPENTAGONのメンバーであるフイでTriple Hを結成し、デビュー。
2018年、議論になっていたヒョナとの一連の騒動によりCUBEエンターテインメントとの事務所契約を解約し、PENTAGONを脱退。
2019年1月、PSYが設立した事務所「P NATION」と専属契約を締結。
2019年11月5日、脱退後初のソロシングル『MONEY』をリリース。同日カムバックショーケースを開催。
2020年10月9日、1stミニアルバム『ドンディリドン』をリリース。前日に発売記念オンラインショーケースを開催。
2021年9月9日、ヒョナと共にユニットアルバム『1＋1＝1』を発売。
2022年6月16日、デジタルシングル『Stupid Cool』をリリース。DAWN単体としての新曲は1年8ヶ月ぶりである。
2022年8月29日、P NATIONとの専属契約が終了。11月30日にはヒョナとの破局が発表された。
2023年1月30日、AT AREAとの専属契約を締結。
2023年10月12日、社会服務要員として代替服務の履行開始を発表。

## 人物
- PENTAGONにいた時の芸名のイドン (E‘Dawn)は「東 (East)」と「夜明け (Dawn)」から来ている。夜明けは本名のキム・ヒョジョンのヒョの部分の漢字「曉」から由来されている。
- ソヨンのMVに出演した事がある[13]。

- ヒョナとはフィアンセであった。2018年8月2日、ヒョナとの熱愛が報じられ、所属事務所が熱愛を否認した後、ヒョナのSNSにて事実を認めた[14]。ヒョナとは同じCUBEエンターテインメント所属で、先輩後輩関係である。2人の親交は、イドンが練習生だった時からであり、ヒョナが『Roll Deep』でソロ活動を始めた当時、デビュー前の練習生だったイドンが、元々のフィーチャリングメンバーだったBTOBのイルフンの代わりにステージに立つことになったことがきっかけで親交を深めた[14]。ヒョナとの一連の騒動を受けてPENTAGONを脱退し、CUBEとの契約を解約した後もSNS等で変わらない愛情を示した[15]。交際6年目である2022年2月にDAWN自身のSNSにて公開プロポーズをし、ヒョナが肯定をしたものの[16]、同年11月30日にヒョナのインスタグラムにて破局が発表された[11]。翌年の1月に二人の復縁がニュースにて報じられていた。2024年7月、ヒョナと元Highlightのヨン・ジュンヒョンとの結婚発表を受けて本人のインスタグラムからヒョナ関連の投稿は全て削除されている。
- 2024年夏頃よりイダン・マーベリック（EDAN MAVERICK）名義でBLACK SHEEPを始めとするバーチャルアートプロジェクトを始動。3DとAIを活用して制作された作品の国内外での展示会、グッズの発売など幅広く活躍している。

## 作品

### 単独作品

#### デジタルシングル
- MONEY (2019年11月5日)
- Stupid Cool (2022年6月16日)
- Dear My Light（2023年4月17日）

#### ミニアルバム
- 던디리던 (ドンディリドン) (2020年10月9日)
- Narcissus（2023年9月15日）

### 参加楽曲
- 보라색 (→ 紫色) (2017年8月29日、ヒョナ - Following)
- Party, Feel, Love (2021年1月28日、ヒョナ - I’m Not Cool)
- LOVE % (2021年3月3日、DEMIAN - A BLUE NOT A BLUES)
- IG（2024年7月23日、GroovyRoom - AT H1GHR）